# Affine Records
Affine Records ist ein Independent-Label aus Wien.

## Geschichte
Affine Records wurde 2008 von Jamal Hachem in Wien gegründet. Das Label startete als Freundschaftsprojekt der Musiker The Clonious, Dorian Concept und Cid Rim. Zunächst wurde auch nur die eigene Musik sowie das eigene Projekt JSBL vermarktet.
Es machte sich schnell einen Namen als Independent-Label für Elektronische und experimentelle Musik sowie Alternative Dance-Musik. Insbesondere Dorian Concept entwickelte sich zum Zugpferd. Mit der im April 2011 veröffentlichten Kompilation What a Fine Mess We Made wurde das Label schließlich etabliert. Musikalisch finden sich diverse Stile in den Veröffentlichungen, so mixt Dorian Concept EDM mit Jazz, Hip-Hop und Jungle, Ogris Debris verschmelzen EDM mit Funk und Rock, während The Clonius Elemente von Hip-Hop und Jazz der 1950er/1960er Jahre in ihre Musik einbinden.
Zu Beginn wurde vor allem Vinyl gepresst, später kam der Streaming-Markt hinzu. Zu den bekanntesten Künstlern zählen neben Dorian Concept und Cid Rim, Zanshin, Kenji Araki und insbesondere Wandl.

## Diskografie
- Dorian Concept – Maximized Minimalization, 12" (Oktober 2008)
- JSBL – Twice Upon Two Times, Mini-Album (Dezember 2008)
- Dorian Concept – Trilingual Dance Sexperience, 12" (August 2009)
- JSBL – Twice Upon Two Times Remixed EP, Digital (Juni 2010)
- Ogris Debris – Aery EP, 12" (Juni 2010)
- Cid Rim vs. The Clonious – Full Nelson EP, 12" (Dezember 2010)
- Various – What A Fine Mess We Made, CD Compilation (April 2011)
- Zanshin – The Humdrum Conundrum EP, 12" (Juni 2011)
- Zanshin – Rain Are In Clouds, CD-Album (Oktober 2011)
- Sixtus Preiss – Samba Feelin Beein This, 12" (Oktober 2012)
- Ogris Debris – Next Life, 12" (November 2012)
- Zanshin – Muddle In The Middle, Digital (Dezember 2012)
- Zanshin – Swings & Roundabouts EP, 12" (März 2013)
- Okmalumkoolkat – Holy Oxygen I EP, 12" (August 2014)
- Wandl – Far Way Home EP, Digital (Dezember 2014)
- Cid Rim – Charge/Kano, 12" (März 2015)
- Okmalumkoolkat – re:code H0 EP, Digital (Mai 2015)
- Sixtus Preiss – Lololo, 7" (September 2015)
- Ogris Debris – See The World, Digital (November 2015)
- Ogris Debris – Constant Spring, 2 LP (April 2016)
- Ogris Debris – Brainfreeze, Digital (Juni 2016)
- Sixtus Preiss – Rare Earth EP, Digital (Oktober 2016)
- Okmalumkoolkat – Holy Oxygen II EP, 12" (März 2017)
- Wandl – It’s All Good Tho, LP (Juni 2017)
- Dorian Concept – Pong Ping Song, Digital (November 2018)
- Wandl – Double Exposure, Digital (Mai 2020)
- Monophobe & Sixtus Preiss – Jaune, Digital (August 2020)
- Wandl – Altbautraum, Digital (August 2020)
- Mieux – I Want, Digital (September 2020)
- Wandl – Womb, Digital Album (Oktober 2020)
- Mieux – Params, Digital (November 2020)
- Mieux – In My Prime ft. Cadell, Digital (Juni 2021)
- Mieux – Rulers, Digital Album (September 2021)
- Kenji Araki – Boom Boom Boom, Digital (Oktober 2021)
- Mieux – Unreal Extenwsions, Digital EP (Oktober 2021)
- Zanshin – Because Why, Digital (November 2021)
- Wandl – Womb (Limited Vinyl Edition w/ HHV Handelsgesellschaft), LP (Dezember 2021)
- Kenji Araki – Nabelschnurtanz EP, Digital EP (März 2022)
- Zanshin – In Gloom, Digital EP (April 2022)
- Kenji Araki – Sinew, Digital Track (Mai 2022)
- Kenji Araki – Leidenzwang, Digital Album/2LP (Juni 2022)
- Zanshin – In Any Case by Any Chance, Digital Album/2LP (Juni 2022)
- Noayama – I Went Left ft. Hprizm (November 2022)
- Kenji Araki – Leidenlos, Digital EP (Dezember 2022)
- Noayama – Majesty ft. Coppe' (Februar 2023)
- Zanshin – Because Why, Digital EP (Februar 2023)
- Noayama – Get You Back ft. Maassai, Digital Track (März 2023)
- Noayama – Consume Land Flea Market, Digital Album/2LP (März 2023)
- Mieux – 4mp3L (I am pale), Digital Track (September 2023)
- Kenji Araki – Substr8, Digital Track (September 2023)
- Mieux – Savoir Savoir, Digital Track (Oktober 2023)
- Kenji Araki – Pillow ft. The Roomate & YBsole, Digital Track (Oktober 2023)
- Kenji Araki – Hope Chess, MC/Digital Album (November 2023)
- Zanshin – Unsung, Digital EP (April 2024)
- Zanshin – Ok Ocean, MC/Digital Album (Mai 2024)